# Круассанвіль
Круассанві́ль (фр. Croissanville) — колишній муніципалітет у Франції, у регіоні Нормандія, департамент Кальвадос. Населення — 445 осіб (2011).
Муніципалітет був розташований на відстані близько 185 км на захід від Парижа, 21 км на схід від Кана.

## Історія
До 2015 року муніципалітет перебував у складі регіону Нижня Нормандія. Від 1 січня 2016 року належав до нового об'єднаного регіону Нормандія.
1 січня 2017 року Круассанвіль, Лез-Отьє-Папйон, Купезарт, Кревкер-ан-Ож, Граншам-ле-Шато, Лекод, Маньї-ла-Кампань, Маньї-ле-Фрель, Ле-Меній-Може, Мезідон-Канон, Монтей, Персі-ан-Ож, Сен-Жульєн-ле-Фокон i В'є-Фюме було об'єднано в новий муніципалітет Мезідон-Валле-д'Ож.

## Демографія
Динаміка населення (INSEE ):
Розподіл населення за віком та статтю (2006):
| Стать | Всього | До 15 років | 15-24 | 25-44 | 45-64 | 65-85 | Понад 85 |
| --- | ------ | ----------- | ----- | ----- | ----- | ----- | -------- |
| Чоловіки | 207    | 53          | 30    | 57    | 47    | 16    | 4        |
| Жінки | 207    | 27          | 31    | 66    | 59    | 20    | 4        |
| \| Статево-вікова піраміда \| Статево-вікова піраміда \| Статево-вікова піраміда \| \| ----------------------- \| ----------------------- \| ----------------------- \| \| Чоловіки \| Вік \| Жінки \| \| 4 \| 85 + \| 4 \| \| 4 \| 80-84 \| 12 \| \| 0 \| 75-79 \| 8 \| \| 0 \| 70-74 \| 0 \| \| 12 \| 65-69 \| 0 \| \| 8 \| 60-64 \| 4 \| \| 12 \| 55-59 \| 31 \| \| 12 \| 50-54 \| 12 \| \| 15 \| 45-49 \| 12 \| \| 15 \| 40-44 \| 31 \| \| 19 \| 35-39 \| 19 \| \| 8 \| 30-34 \| 8 \| \| 15 \| 25-29 \| 8 \| \| 15 \| 20-24 \| 19 \| \| 15 \| 15-20 \| 12 \| \| 19 \| 10-14 \| 19 \| \| 19 \| 5-9 \| 8 \| \| 15 \| 0-4 \| 0 \| |        |             |       |       |       |       |          |
| Статево-вікова піраміда |        |             |       |       |       |       |          |
| Чоловіки | Вік    | Жінки       |       |       |       |       |          |
| 4 | 85 +   | 4           |       |       |       |       |          |
| 4 | 80-84  | 12          |       |       |       |       |          |
| 0 | 75-79  | 8           |       |       |       |       |          |
| 0 | 70-74  | 0           |       |       |       |       |          |
| 12 | 65-69  | 0           |       |       |       |       |          |
| 8 | 60-64  | 4           |       |       |       |       |          |
| 12 | 55-59  | 31          |       |       |       |       |          |
| 12 | 50-54  | 12          |       |       |       |       |          |
| 15 | 45-49  | 12          |       |       |       |       |          |
| 15 | 40-44  | 31          |       |       |       |       |          |
| 19 | 35-39  | 19          |       |       |       |       |          |
| 8 | 30-34  | 8           |       |       |       |       |          |
| 15 | 25-29  | 8           |       |       |       |       |          |
| 15 | 20-24  | 19          |       |       |       |       |          |
| 15 | 15-20  | 12          |       |       |       |       |          |
| 19 | 10-14  | 19          |       |       |       |       |          |
| 19 | 5-9    | 8           |       |       |       |       |          |
| 15 | 0-4    | 0           |       |       |       |       |          |

## Економіка
2010 року серед 289 осіб працездатного віку (15—64 років) 243 були активними, 46 — неактивними (показник активності 84,1%, у 1999 році було 72,6%). З 243 активних мешканців працювала 221 особа (120 чоловіків та 101 жінка), безробітними було 22 (8 чоловіків та 14 жінок). Серед 46 неактивних 14 осіб було учнями чи студентами, 24 — пенсіонерами, 8 були неактивними з інших причин.

У 2010 році в муніципалітеті числилось 158 оподаткованих домогосподарств, у яких проживали 427,0 особи, медіана доходів виносила 18 068 євро на одного особоспоживача